# Mosu
Mosu är en ort (village) i distriktet Central i Botswana. 